# DISCIPLINE ～The record of a Crusade～
《DISCIPLINE～The record of a Crusade～》（ディシプリン）為2002年8月30日，由Active發售的日本成人遊戲並且還有以原作加改編的OVA動畫。

## 概要
為繼《HEARTWORK》、《Bible Black》後，聖少女三部作的最終作；和前2作相比，本作的鬼畜風格沒這麼重，是一大的不同點。
2009年5月29日發售本作前傳的《DISCIPLINE 零》。

## 故事大綱
早見拓郎為聖阿爾卡迪亞学園的學生，最初對於能夠進入原來是女校的學校並且住在都是女生的宿舍中感到高興、但不久就發現這個想法是一個很大的錯誤，而且緊接著他也被迫和室友沙織等人一起捲入和森本姐妹的學園鬥爭之中……。

## 登場人物
下面角色介紹來自動畫版和遊戲版。
早見 拓郎（はやみ たくろう）
声：小池竹藏
本作男主角。因為性器官優異而因此進入聖阿爾卡迪亞學園，並因此成為蕾歐娜鎖定的目標。
和音川等人是室友，也常被宮岸等損友戲弄，故事最後和音川成為戀人。
音川 沙織（おとかわ さおり）
声：都ほのか
早見的同學和室友，本作女主角。是位個性認真可靠的優等生，但有時會有任性的一面。是宿舍中唯一的正常人。
多次幫助早見，與蕾歐娜是學校的勁敵。
宮岸 勇氣（みやぎし ゆうき）
声：Yuki-Lin
早見的同學和室友。性欲旺盛且運動神經優秀。身材是宿舍中最好的，但性格也是裡面最腹黑的。
在早見剛進來時，就以她的肉體來誘惑他。
野野宮 琉璃（ののみや るり）
声：芹園宮
早見的同學和室友。外表和身材看起來像是小孩子，也因為本人知道這點，所以講話和表現也很小孩子氣。
但其實有一半是演技，本性和宮岸一樣地黑心，所以常和她一起聯手戲弄早見。
金田 麻衣子（かねだ まいこ）
声：須本綾奈
早見的同學和室友。是個典型的勤學少女，沒什麼表情也相當沉默。但其實個性相當黑心，性欲也相當旺盛。
在故事中負責策畫行動，可說是宿舍中的軍師。
森本蕾歐娜（もりもと れおな）
声：北條明日香
早見的同學，大公司‧森本財團的千金。因為聖阿爾卡迪亞學園由森本財團所經營，所以把學園看作是自己的東西。性格相當殘忍且相當自我中心，對於自己的獵物早見一直緊盯不放。
擁有許多跟班，也是學校的學生組織「學友會」的會長和社交俱樂部的部長。
森本蕾娜（もりもと れいな）
声：深井晴花
蕾歐娜的姐姐，也是學校的理事長。性格殘忍無情，縱容妹妹無法無天的舉止。建立學校的目的則是要訓練出一批女性以肉體為武器要來控制整個政經界，但後面被早見他們找到這份名單而稍微有所收斂。
性欲之旺盛不輸給蕾歐娜，所以也看上了性能力優異的早見。
松野 香織（まつの かおり）
声：内村みるく
早見的班導師。是個年輕的美女，因為親眼見識到早見的厲害而一直對他相當注目。
同時也是森本姐妹的手下，但經常被她們當作玩具一樣加以凌辱。
山中 久美（やまなか くみ）
声：長田園
女子網球社社長。誤會早見是偷窺她們更衣室的人，所以將他抓起來強迫他用身體來安慰整個社團的成員。
姬木 可憐（ひめき かれん）
声：如月美琴
森本蕾歐娜的跟班之一，社交俱樂部的副部長。言行舉止看似平穩，但其實相當淫亂而且喜歡精液的味道。
有著要以公尺來計算的胸圍，還曾以她的巨乳來壓迫早見。
山形早紀
声：みすみ
遠藤百惠（えんどう ももえ）
声：RUMI
聖書研究會成員，比早見低一個年級。
西崎 百合（にしざき ゆり）
声：Ruru
西崎桃音的姐姐，蕾歐娜的跟班之一，超邪惡風紀委員。其殘忍的性格比妹妹更可怕。
西崎 桃音（にしざき ももね）
声：AYA
西崎百合的妹妹，蕾歐娜的跟班之一，超邪惡風紀委員。手和嘴的性技巧相當高超。
琳達･漢米爾頓
声：春野かえる
遊戲版中為蕾歐娜從美國叫回來的天材棒球員。擅長多種變化球，還能夠投出一百五十公里的速球。除了棒球天賦驚人外，身材也是一等一的棒。和早見等人的棒球賽中，被早見打出再見全壘打而輸球，卻因此喜歡上早見。
動畫版中，是從美國來的轉學生。性技巧優異，能夠讓女性瞬間高潮而昏倒。被蕾歐娜派去對付早見等人。
荒木圓（あらき まどか）
声：原島瑠璃子
聖書研究會部長，性格好勝且用心相當深。為了對抗森本姐妹而與早見他們合作，企圖取得和森本財團勾結的政要名單。
藤原奈奈世（ふじわら ななせ）
声：風音
聖書研究會成員和早見同年級，與滝川是愛吵架的好友。
伊藤 薰（いとう かおる）
声：神無月李
蕾歐娜的男性寵物。相當喜歡蕾歐娜並發誓要絕對服從她。後來被蕾歐娜施以變性手術而成為女生。
一開始對於早見相當敵視，但後來變成女生後則喜歡上他。
須藤（すどう）
声：中澤步
早見的同學。精通許多事情且常會輕舉妄動。比早見更早轉入學校，雖然很常靠近早見，但對早見來說就像是瘟神一樣，和這個男人來往的話，也很容易遇到不幸。
攝影部的部長，但私底下卻做一些見不得人的勾當。
磯邊勝男（いそべ かつお）
學校棒球隊隊長，但整隻球隊從創設以來就是隻連一勝都沒拿過的爛隊，原因也和他那不切實際的性格有所關係並且導致球隊面臨要解散的命運，所以也加入早見的反森本陣線。
本人是魔球狂，但其實所投的球都相當弱。
滝川祐次（たきがわ ゆうじ）
声：神宮寺傘男
聖書研究會成員和早見同年級，與藤原是愛吵架的好友。但在男子學生很少的學校中，其存在感也有點薄弱。
佐藤徹（さとう とおる）

町田 孝造（まちだ こうぞう）
声：秋田邦彦
荻原 永吉（おぎわら えいきち）
声：神宮寺傘男

## 工作人員

### 遊戲版
- 製作人：ぽち屋
- 原画・劇本：聖少女
- 程式：あんぽん
- 音樂：アーティスティックコンセプツ
- 聲音編輯：伊藤康夫
- 收錄音：セントラル錄音公司
- 聲優協力：Mausu Promotion

### 動畫版
- 企画：Show隈部 (序章〜最終章)、秋山 恭男 (序章〜第三章)、キャプテン秋山 (第四章〜最終章)
- 製作人：Show隈部 (序章〜最終章)
- 監督：粟井 重紀 (序章〜第三章)、近藤 隆史 (第四章〜最終章)
- 監修：金沢勝眞 (第四章〜最終章)
- 角色設定：加野 晃 (序章〜最終章)
- 機械設定・機械作画監督：中村橋空技廠 (第四章)、練馬空技廠 (第五章)、桜台空技廠 (最終章)
- 劇本：川上 修(序章)、伊刈 真刀(第二章〜最終章)
- 分鏡：粟井 重紀 (序章・第三章〜第四章)、近藤 隆史 (第二章)、牧野行洋 (第五章)、近藤 隆史 (最終章)
- 總作画監督：冬ノ空 (第四章)、春ノ空 (第五章)、四季恵流 (最終章)
- 作画監督：加野 晃 (序章)、夏の空 (第二章)、秋ノ空 (第三章)、ダンディー鷹山 (第四章)
- 演出：近藤 隆史 (序章〜第三章)、国崎 朋也 (第四章)、近藤 隆史 (第五章〜最終章)
- 美術監督：池端茂 (序章〜最終章)
- 攝影監督：土田栄司 (序章〜第三章)、冨田佳宏 (第五章)、関谷能弘 (最終章)
- 音響監督：中川達人 (序章〜最終章)
- 音樂（選曲）：稲船義之（てんこもりスタジオ） (序章〜最終章（第四章〜最終章）)
- 動畫製作：HG愛好会 (序章〜第三章)、STUDIO9MAiami (第四章〜最終章)
- 動畫製作協力：ビッグバン (第四章)、HG愛好会 (第五章〜最終章)
- 製作：デジタルドリームデベロップメント (序章)、スタジオ九魔 (序章〜第三章)、ディースリー (第二章〜最終章)、マイアミソフト (第四章〜最終章)

## 相關作品

### 動畫
2003年到2004年，由Dream公司發售。
1. DISCIPLINE 序章（2003年4月11日）
2. DISCIPLINE 第二章 監禁（2003年8月22日）
3. DISCIPLINE 第三章（2003年12月19日）
4. DISCIPLINE 第四章 〜戒律〜（2004年4月23日）
5. DISCIPLINE 第五章 〜潛入〜（2004年8月20日）
6. DISCIPLINE 最終章（2004年12月17日）
7. DISCIPLINE 總集編 ～Special Edition～（2006年10月20日）

### DVD-PG
在2003年、2005年發售並且成為前述的動畫版基礎。
1. DISCIPLINE DVD the GAME（2003年12月26日）
2. DISCIPLINE DVD the GAME2（2005年1月14日）
3. DISCIPLINE DVD the GAME3（2005年2月25日）
4. DISCIPLINE EX DVD the GAME（2007年4月27日）

### 書籍
- DISCIPLINE office‧fanbook（2002年11月2日）
- 小説 DISCIPLINE（2003年2月10日）

## 外部連結
- Active Web page（日語）
- mediabank官方網站（页面存档备份，存于）（日語）